# Dragan Stojković
Dragan Stojković (szerbül: Драган Стојковић, Niš, 1965. március 3. –) szerb válogatott labdarúgó, edző.
A jugoszláv válogatott tagjaként részt vett az 1984-es Európa-bajnokságon, az 1984. évi nyári olimpiai játékokon és az 1990-es világbajnokságon, a jugoszláv FK válogatott tagjaként részt vett az 1998-as világbajnokságon és a 2000-es Európa-bajnokságon.

## Sikerei, díjai

### Játékosként
Crvena zvezda
- Jugoszláv bajnok (2): 1987–88, 1989–90
- Jugoszláv kupagyőztes (1): 1989–90

Olympique Marseille
- Francia bajnok 1 (+1): 1990–91, (1992–93)

Jugoszlávia
- Olimpiai bronzérmes (1): 1984

### Edzőként
Naqoya Grampus
- Japán bajnok (1): 2010